# My King
El álbum My King (Mi Rey, traducido al español) es un disco que fue grabado en la conferencia Planetshakers el año 2002.

## Temas
- Give You Praise (5:36).
- Open Up the Gates (5:34).
- Everything to Me (4:01).
- Be with You (4:56).
- You Are Holy (4:48).
- I Believe (7:04).
- Worship the King (5:18).
- Rescue Me (3:48).
- Hero (3:29).
- How I Love You (7:55).
- All I Want Is You (6:21).
- My King (9:52).